# Salpis gutta
Salpis gutta är en fjärilsart som beskrevs av Frederick H. Rindge 1971. Salpis gutta ingår i släktet Salpis och familjen mätare. Inga underarter finns listade.